# TeleTicino
TeleTicino è un canale televisivo locale della Svizzera italiana.

## Storia
Il 19 settembre 1994 sulle frequenze di TeleCampione andò in onda la prima puntata di Caffè del Popolo, programma quotidiano che univa informazione locale e intrattenimento. Fu il primo passo verso la costruzione di un polo televisivo privato in concorrenza con la TSI. La produzione era gestita dalla società Rightmix, interfaccia fra il Giornale del Popolo e TeleCampione. Nel febbraio 1996, il senatore PPD Filippo Lombardi passò a dirigere la società che avrebbe poi preso il nome di TeleTicino. Cessò nel contempo la collaborazione editoriale con il GdP e se ne avviò una con il Corriere del Ticino. 
Tre anni più tardi, il 17 febbraio 1999, TeleTicino ricevette la Concessione svizzera per operare in proprio quale emittente televisiva, staccandosi definitivamente da TeleCampione.
Nel 2007 TeleTicino entra a far parte di MediaTi Holding SA (ora Gruppo Corriere del Ticino), accanto ai quotidiani Corriere del Ticino al Giornale del Popolo, a Radio 3i e a Ticinonews.ch. Tutte le società editoriali sono giuridicamente separate e con direzioni ben distinte ed autonome. 
Attualmente è diffusa da Cablecom, Bluewin tv, Sunrise tv, Ticino.com. Wambo, Zatoo, Teleboy e Wilma tv, oltre che dal portale Ticinonews.ch in modalità free podcast. 
Teleticino è membro della Camera di Commercio, Industria e Artigianato, e di TeleSuisse, l'associazione delle tv indipendenti svizzere.
TeleTicino trasmette 24 ore su 24 e si occupa d'informazione, sport e dibattiti.

## Programmi
- Ticinonews (18/19)
- Ticino News Sport (19/19.30)
- La Domenica del Corriere - con Gianni Righinetti
- Radar - con Sacha Dalcol, Alfonso Tuor e Lulo Tognola
- Detto tra noi - con Andrea Leoni
- Fuorigioco
- Matrioska - con Marco Bazzi
- Treks - con Gianfranco De Santis
- Il Viaggia Talk - con Werner Kropik
- Index - con Lino Terlizzi

## Giornalisti
- Sacha Dalcol, direttore
- Filippo Suessli, vicedirettore news
- Caroline Roth, caporedattrice news
- Patrick Della Valle, caporedattore sport
- Romano Bianchi
- Stefano Sala
- Claudia Rossi
- Laura Milani
- Francesca Facchiano
- Daniele Coroneo
- Luca Mossi
- Alex Isenburg